# The First Purge
The First Purge (titulada 12 horas para sobrevivir: El inicio en Hispanoamérica y La primera purga: La noche de las bestias en España) es una película de terror distópica estadounidense dirigida por Gerard McMurray y protagonizada por Y'lan Noel, Lex Scott Davis, Joivan Wade, Mugga, Lauren Vélez, Kristen Solis, Marisa Tomei, Patch Darragh y Rotimi Paul, siendo la cuarta entrega de la franquicia de The Purge. Escrita y producida por James DeMonaco, marca la primera película de la serie que no es dirigida por él.
La película es una precuela que representa los orígenes de la primera "Purga", un período anual de doce horas en el que todos los crímenes en los Estados Unidos son legales, al ser la primera purga y lo que se conoce como "el experimento",  se lleva a cabo solo en los límites de Staten Island.
The First Purge fue estrenada el 4 de julio de 2018 por Universal Pictures, recaudando $133 millones y convirtiéndose en la entrega más taquillera de la franquicia de The Purge. Al igual que sus predecesoras, la película ha recibido críticas mixtas de los críticos.

## Argumento
Un enloquecido adicto a las drogas llamado Skeletor habla frente a una cámara sobre sus pensamientos oscuros, incluyendo su deseo de "purgar" y desatar su odio sobre otras personas. Una voz desconocida en el otro lado de la cámara le dice a Skeletor que pronto podrá hacerlo.
En 2014, la agitación ha provocado que el gobierno sea derrocado por los Nuevos Padres Fundadores. Dos de sus miembros, Arlo Sabian y la doctora May Updale, anuncian que se llevará a cabo un experimento en Staten Island donde, durante doce horas, los ciudadanos podrán cometer cualquier crimen y liberar sus inhibiciones de la forma que ellos elijan. Los Nuevos Padres Fundadores ofrecen $5000 a los residentes de la isla para quedarse en sus hogares durante el experimento y una compensación para los que participen también. También equipan a los participantes con dispositivos de seguimiento y lentes de contacto con cámaras en ellos para que puedan controlar toda la actividad. El narcotraficante Dmitri le dice a sus distribuidores que se irán, pero el traficante de drogas Capital A quiere quedarse para purgar. Otro joven traficante de drogas, Isaiah, tiene una pelea con Skeletor y se corta el cuello. Isaiah acude a su hermana Nya, una activista en contra de la Purga y la exnovia de Dmitri, para recibir tratamiento. Luego, Nya se enfrenta a Dmitri porque cree que es el jefe de Isaiah, lo cual él niega.
Mientras las personas huyen de Staten Island en la noche del experimento, Nya se une a sus amigas Dolores, Luisa y Selina en una iglesia para esperar la Purga. Dmitri se ha quedado atrás porque Capital A ha enviado a Anna y Elsa, dos prostitutas, a su oficina. Skeletor comete el primer asesinato durante la Purga, y el vídeo grabado por los Nuevos Padres Fundadores se vuelve viral. Los Nuevos Padres Fundadores también observan que están teniendo lugar más fiestas que asesinatos y que los crímenes son, en su mayoría, solo saqueos y vandalismo. Sin el conocimiento de su hermana, Isaiah se une a la Purga para vengarse de Skeletor. Eventualmente, lo confronta durante la Purga pero no puede dispararle. Skeletor persigue a Isaiah por las calles, pero él logra esconderse y llama a Nya para que lo ayude. Anna y Elsa son reveladas como purgadoras que intentan matar a Dmitri, pero este las enfrenta y se entera de que Capital A las había enviado en un intento por hacerse cargo de los negocios de Dmitri. Skeletor captura a Nya en las calles, pero Isaiah lo apuñala por la espalda y escapan. Dmitri y sus secuaces se enfrentan a Capital A y los demás traidores, asesinándolos.
Nya e Isaiah regresan a la iglesia para ver a purgadores empapados de sangre saliendo de su interior. Ellos descubren que Luisa y Selina sobrevivieron, pero el destino de Dolores es desconocido. Todos regresan al departamento de Isaiah, donde Dolores ha llegado a salvo. En la sede central de los Nuevos Padres Fundadores, Updale comienza a sospechar debido a la repentina oleada de asesinatos, violencia y destrucción alrededor de Staten Island, así como a la presencia de participantes enmascarados. Ella revisa el vídeo de la Purga y rastrea de dónde provienen las camionetas de los asesinos enmascarados. Pronto descubre que estas personas son grupos de mercenarios entrenados que mataron a varios civiles, incluidos a los que se encontraban en la iglesia. Sabian explica que envió a los mercenarios para que el experimento pareciera exitoso, y eventualmente para ayudar a "equilibrar" a los ricos y los pobres. Updale protesta por esta alteración del experimento y se da cuenta de que los Nuevos Padres Fundadores solo quieren erradicar a los pobres. Debido a esto, Sabian le dice a Updale que será recordada como una heroína que los salvó a todos y después es llevada a un callejón, en donde la asesinan y borran todas las imágenes del incidente.
Dmitri y la pandilla deciden defender a la gente de la isla de los purgadores al encontrar a parte de la pandilla asesinada, pero los drones de los Nuevos Padres Fundadores terminan de matar a la gente de Dmitri. Dmitri llama a Nya y le advierte que los mercenarios están yendo a su departamento, mientras se dirige a los apartamentos y mata a más mercenarios en el camino. Los mercenarios están a punto de disparar una granada propulsada por cohete contra los apartamentos cuando Skeletor llega y mata a algunos mercenarios antes de que él mismo sea asesinado, irónicamente salvando a Nya e Isaiah. Nya agarra un pedazo de C-4, lo arroja y Dmitri le dispara repetidamente hasta que explota, matando a los mercenarios restantes. Cuando las sirenas comienzan a sonar, anunciando el final de la Purga, Dmitri es aclamado como un héroe, declarando que, de alguna manera, los sobrevivientes deben defenderse.
Durante los créditos finales, Sabian lee una declaración que llama al experimento de la destruida Staten Island un éxito, y que una Purga a nivel nacional puede comenzar el siguiente año.
En una escena después de los créditos, se muestra un avance de la serie de televisión de The Purge.

## Reparto
- Y'lan Noel como Dmitri.[3]
- Lex Scott Davis como Nya.[3]
- Joivan Wade como Isaiah.[4]
- Steve Harris como Freddy.
- Mugga como Dolores.
- Patch Darragh como Arlo Sabian.
- Lauren Vélez como Luisa.[4]
- Marisa Tomei como la doctora May Updale.[5]
- Mo McRae como 7 & 7.
- Christian Robinson como Capital A.
- Kristen Solis como Selina.
- Rotimi Paul como Skeletor.
- María Rivera como Anna.
- Chyna Layne como Elsa.
- Siya como Blaise.
- Melonie Diaz como Juani.
- Kevin Carrigan como el general Smiley.
- Cindy Robinson como la voz de anunciamiento de la Purga.

## Producción
En septiembre de 2016, James DeMonaco, el creador de la franquicia, anunció que la cuarta película, una secuela de The Purge: Election Year, sería una precuela de la trilogía, que mostraría cómo los Estados Unidos llegaron al punto de aceptar la noche de la Purga. El 17 de febrero de 2017, DeMonaco anunció que la cuarta entrega de la franquicia de The Purge estaba en desarrollo en Universal Studios. DeMonaco no regresó como director, pero escribió el guion y produjo la película con Jason Blum de Blumhouse Productions, Michael Bay, Andrew Form y Brad Fuller de Platinum Dunes, y Sébastien K. Lemercier.
En julio de 2017, DeMonaco contrató a Gerard McMurray, director de la película de Sundance, Burning Sands, para dirigir la película desde su guion.

### Casting
El 19 de septiembre de 2017, los recién llegados Y'lan Noel y Lex Scott Davis fueron incluidos en la película como los personajes principales, y el escenario se anunció como Staten Island.

### Rodaje
El rodaje comenzó a mediados de septiembre de 2017 en Búfalo, Nueva York. La filmación comenzó el 8 de noviembre de 2017.

### Música
Kevin Lax compuso la partitura para la película, reemplazando a Nathan Whitehead. Back Lot Music lanzó la banda sonora.

## Recepción

### Taquilla
The First Purge recaudó $69.1 millones en los Estados Unidos y Canadá, y $67.2 millones en otros territorios con un total mundial de $136.6 millones, contra un presupuesto de producción de $13 millones.
En los Estados Unidos y Canadá, The First Purge fue lanzado el 4 de julio de 2018, y se proyectó que recaudara alrededor de $25-36 millones de 3.031 salas de cine durante su fin de semana de apertura de cinco días. La película ganó $9.3 millones en su primer día, incluidos $2.5 millones de anticipación del martes por la noche en 2.350 salas de cine, y $4.6 millones en su segunda noche. La película se abrió a $17.2 millones (y un total de cinco días de $31.1 millones), terminando cuarto puesto en la taquilla.

### Crítica
En Rotten Tomatoes, la película tiene una calificación de aprobación del 53% basada en 148 reseñas, con una calificación promedio de 5.3 sobre 10. El consenso crítico del sitio dice: "The First Purge debería satisfacer a los fanáticos de la franquicia y a los espectadores que estén dispuestos a experimentar emociones violentas, incluso si su alcance subtextual excede su alcance". En Metacritic, la película tiene una puntuación promedio de 54 sobre 100, basada en 39 reseñas, lo que indica "críticas mixtas o promedio".
Audiencias encuestadas por CinemaScore le dieron a la película una calificación promedio de "B-" en una escala de A+ a F.